# Дятлик
Дятлик (бел. Дзятлік) — деревня в Кировском сельсовете Наровлянского района Гомельской области Беларуси.
Кругом лес.

## География

### Расположение
В 47 км на юго-восток от Наровли, 47 км от железнодорожной станции Ельск (на линии Калинковичи — Овруч), 225 км от Гомеля, 1 км от границы с Украиной.

## Транспортная сеть
Транспортные связи по просёлочной и подальше автодороге Киров — Наровля. Планировка состоит из почти прямолинейной улицы, ориентированной с юго-востока на северо-запад и застроенной двусторонне деревянными домами усадебного типа.

## История
Основана в начале 1920-х годов переселенцами из соседних деревень на бывших помещичьих землях. В 1929 году начала работать паровая мельница. В 1932 году организован колхоз «Красный путь». Во время Великой Отечественной войны на фронтах и в партизанской борьбе погибли 52 жителя деревень Дятлик и Бук, в память о погибших в 1967 году в центре деревни Бук установлен обелиск. Согласно переписи 1959 года в составе подсобного хозяйства «Кировской» (центр — деревня Киров).
До 26 марта 1987 года деревня входила в состав Красновского сельсовета.

## Население

### Численность
- 2004 год — 8 хозяйств, 12 жителей.

### Динамика
- 1959 год — 227 жителей (согласно переписи).
- 2004 год — 8 хозяйств, 12 жителей.